# Gino Leurini
Gino Leurini (Roma, 20 novembre 1934 – Roma, 12 agosto 2014) è stato un attore italiano, noto soprattutto per i suoi ruoli come attore bambino alla fine degli anni quaranta.

## Biografia
Nato a Roma nel 1934, dopo un provino con il regista Luigi Capuano, venne scelto per una piccola parte nel film Legge di sangue (1948). L'anno successivo partecipò, questa volta in un ruolo di primo piano (quello di Garrone), alla pellicola Cuore (1948), diretta da Duilio Coletti, prima riduzione cinematografica integrale del romanzo di Edmondo De Amicis. Nel gruppo dei ragazzi, recitò accanto ad alcuni tra i più conosciuti attori bambini del periodo: Vito Annicchiarico, Luciano De Ambrosis, Carlo Delle Piane, Maurizio Di Nardo, e Enzo Cerusico.
Dopo la buona prova prese parte al film Domani è troppo tardi (1950), confermandosi attore promettente, senza però avere, negli anni successivi, ulteriori occasioni per mettersi in rilievo. Proseguì la sua carriera in ruoli secondari sino al 1959, anno in cui abbandonò l'attività di attore.
Nella sua carriera cinematografica, durata un decennio a cavallo fra gli anni 1940 e gli anni 1950, recitò fra gli altri con Anna Magnani, Totò (è suo cognato in Guardie e ladri di Steno e Monicelli), Aldo Fabrizi, Vittorio De Sica, Gino Cervi, Michèle Morgan, Giulietta Masina.

## Filmografia

Gino Leurini al centro della foto nella parte di Garrone nel film Cuore

- Legge di sangue, regia di Luigi Capuano (1947)
- Cuore, regia di Duilio Coletti (1948)
- Molti sogni per le strade, regia di Mario Camerini (1948)
- Fabiola, regia di Alessandro Blasetti (1949)
- Vento d'Africa, regia di Anton Giulio Majano (1949)
- Domani è troppo tardi, regia di Léonide Moguy (1950)
- Il caimano del Piave, regia di Giorgio Bianchi (1950)
- Guardie e ladri, regia di Steno e Monicelli (1951)
- La vendetta di una pazza, regia di Pino Mercanti (1951)
- Le meravigliose avventure di Guerrin Meschino, regia di Pietro Francisci (1952)
- Camicie rosse, regia di Goffredo Alessandrini (1952)
- La regina di Saba, regia di Pietro Francisci (1952)
- Wanda, la peccatrice, regia di Duilio Coletti (1953)
- Amanti del passato, regia di Adelchi Bianchi (1953)
- Ricordami, regia di Ferdinando Baldi (1955)
- Sangue di zingara, regia di Maria Basaglia (1956)
- Storia di una minorenne, regia di Piero Costa (1956)